# Febo Bottini
Febo Bottini (Sant'Agata sopra Cannobio, 12 novembre 1848 – Pallanza, 1º febbraio 1927) è stato un architetto italiano.

## Biografia
Nato a Sant'Agata sopra Cannobio nel 1848 da Pietro e da Giovanna Carini, al termine dei propri studi di agrimensore e agronomo, apprende dal padre architetto i precetti accademici e le consuetudini del cantiere. Realizza la maggior parte delle sue opere a Pallanza dove risiede e lavora; altre a Sant'Agata sopra Cannobio, a Broni e a Stradella. Nel 1889 sposa la bronese Luigia Missaga e l'anno seguente nasce il loro unico figlio Giuseppe, destinato anch'egli all'architettura. Oltre ad emergere in campo professionale, si adopera attivamente nella cosa pubblica, rivestendo numerose cariche. Nel circondario di Pallanza svolge l'ufficio di Regio Ispettore onorario dei monumenti e scavi ed è presidente del Comizio agrario. Sempre a Pallanza è assessore ai lavori pubblici, consigliere comunale, membro della commissione edilizia, vicepresidente del Museo del Paesaggio, presidente dell'Asilo d'Infanzia, consigliere della Pro Verbano, membro della Congregazione di carità e delegato scolastico. Nel comune di Sant'Agata è consigliere e per breve tempo assessore.
Muore a Pallanza il 1º febbraio 1927, all'età di settantotto anni.

## Opere principali
- 1880 ospedale Castelli G. di Pallanza
- 1881 Teatro di Broni
- 1886 caserma dei Carabinieri di Pallanza
- 1886 urna sepolcrale di Carlo Cadorna a Pallanza
- 1887 chiesa di san Pietro elevazione della cupola e del cupolino, restauro generale e dipintura di Broni
- 1889 chiesa di san Remigio riparazione e ricostruzione del tetto a Pallanza
- 1891 ospedale modello Arnaboldi Gazzaniga Carlo a Broni
- 1891 chiesa della Madonna di Campagna bussola, cantoria e cassa dell'organo di Pallanza
- 1891 chiesa di san Leonardo, restauro interno a Pallanza
- 1892 perizia di restauro del castello visconteo di Vogogna
- 1895 riformato e migliorato il cimitero di Stradella
- 1895 cimitero e camera mortuaria di Traffiume
- 1897 cimitero monumentale di Pallanza
- 1897 lapide monumentale del generale Raffaele Cadorna
- 1899 progetto di porto lacuale per servizi delle merci a Pallanza
- 1900 piazzale imbarcadero di Pallanza
- 1903 chiesa dei ss. Bartolomeo e Fermo, progetto di restauro e ampliamento a Pallanza
- 1904 progetto di edificio per le scuole elementari di Cannobio
- 1907 piano di ampliamento della città di Pallanza
- 1908 chiesa di san Fermo a Pallanza
- 1909 facciata del santuario della SS. Pietà di Cannobio
- 1911 progetto della base al monumento di Giuseppe Garibaldi a Pallanza
- 1912 riedificazione cappella Madonnin rio Frate a Broni
- 1913 restauro e ricostruzione del tetto della navata della chiesa di Sant'Agata sopra Cannobio
- 1925 palazzo degli uffici pubblici e sala cinematografica a Pallanza